# Ода, Макото
Ода Макото (яп. 小田 実 Макото Ода, 2 июня 1932 года, Осака — 30 июля 2007 года, Токио) — японский прозаик, активист.

## Биография
Родился в Осаке в 1932 году и окончил литературный факультет Токийского университета по специальности «классическая греческая философия и литература». В 1958 году он выиграл стипендию Фулбрайта Гарвардского университета.
Его путешествия по Европе и Азии с бюджетом в доллар в день легли в основу его бестселлера 1961 года Nandemo Mite yaro («Я пойду и всё увижу»). Его первая книга «Асатте но сюки» («Записная книжка послезавтра») была опубликована в 1951 году. Она был основан на опыте Второй мировой войны и Корейской войны. Его первый полнометражный роман «Америка» был опубликован в 1962 году.
Ода получил премию Lotus Prize в 1981 году от Ассоциации афро-азиатских писателей за свою книгу «Хиросима». Она была написана об атомной бомбардировке Хиросимы и Нагасаки и об индейцах хопи и американцах, которые жили недалеко от полигонов. В 1990 году эта книга была переведена на английский язык, а также на французский, арабский, итальянский, корейский и русский языки.
Получил премию Ясунари Кавабаты за книгу «Абодзи о Фуму» («Топающий отец»), опубликованную в 1998 году. В 2003 году роман Оды The Breaking Jewel был опубликован на английском языке. Он был о японских войсках на острове в южной части Тихого океана, столкнувшихся с американским вторжением в конце Второй мировой войны.

## Активизм
В 1965 году он вместе с философом Сюнсукэ Цуруми и писателем Такэси Кайко основал Beheiren (Гражданскую лигу за мир во Вьетнаме) в знак протеста против войны во Вьетнаме. Ода был первым членом ассоциации Article 9, созданной для защиты статьи 9 Конституции Японии, которая отказывается от права Японии вести войну, и плодовитым писателем на политические темы, первая книга об этом — «Хэйва о цукуру гэнри» («Принципы мира») — вышла в 1966 году.
Ода также сыграл важную роль в формировании японской памяти о войне в конце 60-х — начале 70-х годов. Он был первым из своего поколения борцов за мир, который начал подвергать сомнению доминирующее в то время повествование о Японии как о жертве военной агрессии, а не как о жертве во время Второй мировой войны.
В июле 2007 года Макото Ода умер от рака желудка в возрасте 75 лет.
Его поминальная церемония прошла 4 августа 2007 года в похоронном зале Аояма Согисё в Токио. На ней присутствовало около 800 человек, в том числе известные деятели политической, литературной и общественной жизни Японии. После этого около 500 человек провели марш мира в память Оды, маршируя по улицам центра Токио и поклявшись продолжить антивоенные усилия усопшего.